# Беренгар Турський
Беренга́р Ту́рський (лат. Berengarius Turonensis, фр. Bérenger de Tours; близько 1000, Тур — †1088, Ла-Риш) — французький філософ і теолог, представник ранньої схоластики. Керував найвідомішою у Франції турською школою. Вчення Беренгара було найранішим проявом номіналізму. Відкидав реальність універсалій. Він стверджував, що розум вище авторитету, посилаючись на підтвердження свого погляду на Йоана Скотта Еріугену, що і стало причиною посмертного засудження останнього. У своєму відстоюванні розуму доходив до відвертого глузування над церквою. Раціоналістично трактував церковне вчення про таїнство причащання («Про святу трапезу», 1049), що неодноразово засуджувалося церквою як єресь, сам він двічі був примушений зректися свого вчення. Проти єресі Беренгара виступив Ланфранк у книзі «De corpora et sanguine Domini» («Про тіло і кров Господа»).